# 1556 Wingolfia
1556 Wingolfia este o planetă minoră (asteroid), cu un diametru de 28,65 km, din centura de asteroizi. A fost descoperită pe 14 ianuarie 1942 la Observatorul Königstuhl de Karl Wilhelm Reinmuth și a fost numită după Heidelberger Wingolf⁠(d). 
Obiectul prezintă o orbită caracterizată de o semiaxă mare de 3,4248616 UAi, o excentricitate de 0,109563, o înclinație de 15,75094 ° în raport cu ecliptica.